# Саджаа – Північні емірати
Саджаа – Північні емірати – газопровідна система, створена для постачання блакитного паливо з газопереробного заводу Саджаа (емірат Шарджа) до кількох північних еміратів ОАЕ.
У 1983-му блакитне паливо з Саджаа подали до міста Шарджа, а вже наступного року стала до ладу система, котра транспортує ресурс до ряду інших еміратів. Призначений для цього газопровід спершу прямував на схід та на півдороги до Фуджайри розгалужувався. Одна його гілка продовжувалась в зазначеному напрямку та досягала узбережжя Оманської затоки, тоді як інша приймала північний напрямок та переходила до емірату Рас-ель-Хайма. В останньому того ж 1984 року став до ладу власний газопереробний завод Хор-Хвайр, котрий став другим джерелом наповнення газопровідної системи після Саджаа. Зазначена система мала довжину 224 км та належала компанії Emirates General Petroleum Corporation (Emarat).
У 1986-му її доповнили короткою лінією від ГПЗ Саджаа до розташованого за кілька десятків кілометрів на північний захід емірату Умм-ель-Кайвайн.
На узбережжі Оманської затоки споживачами блакитного палива могли бути ТЕС Кідфа (емірат Фуджейра), ТЕС Калба і ТЕС Хорфаккан (дві останні відносяться до ексклавів емірату Шарджа). У місті Рас-ель-Хайма газ використовує ТЕС Нахіл. В  тому ж еміраті у 2009-му запустили ТЕС Ал-Хейл (84 МВт) та ТЕС Аль-Хамра (45 МВт), котрі обслуговують однойменні індустріальні зони. Через відгалуження до парку в Аль-Хамрі живиться і створений на початку 2010-х інтегрований комплекс з опріснення води та виробництва електроенергії компанії UTICO (потужність понад 100 МВт). В Умм-ель-Кайвайні блакитне паливо споживалось місцевою ТЕС (останню в першій половині 1990-х підсилили двома турбінами потужністю по 30 МВт). В самій Шарджі із системи могла отримувати ресурс ТЕС Ал-Дхаід, котра знаходилась неподалік від розгалуження траси на Фуджайру та Рас-ель-Хайму.  
Серед споживачів поза межами електроенергетики можливо вказати на потужну цементну промисловість Рас-ель-Хайми, а також розташовані в цьому еміраті підприємства по виробництву кераміки, скла та гіпсу.
В 2003-му до Фуджайри подали оманський природний газ, а в 2008-му сюди вийшов газопровід від Тавіли, котрий транспортує великі обсяги блакитного палива з Катару. Це дозволило не лише перебрати постачання Фуджайри (де почався розвиток потужного електроенергетичного комплексу – ТЕС Фуджайра F1, ТЕС Фуджайра  F2, ТЕС Фуджайра F3), але й подати катарський газ через існуючу систему трубопроводів до Рас-ель-Хайми.